# Asperula pumila
Asperula pumila là một loài thực vật có hoa trong họ Thiến thảo. Loài này được Moris mô tả khoa học đầu tiên năm 1835.